# Certines
Certines település Franciaországban, Ain megyében. Lakosainak száma 1518 fő (2022. január 1.). Certines Lent, Montagnat, Péronnas, Saint-Martin-du-Mont, Tossiat és La Tranclière községekkel határos.

## Népesség
A település népességének változása:
| Lakosok száma | 429  | 675  | 916  | 1414 | 1440 | 1552 | 1517 | 1503 | 1514 | 1518 |
|               | 1968 | 1982 | 1990 | 2006 | 2013 | 2015 | 2017 | 2019 | 2020 | 2022 |